# 체스터필드 (담배)

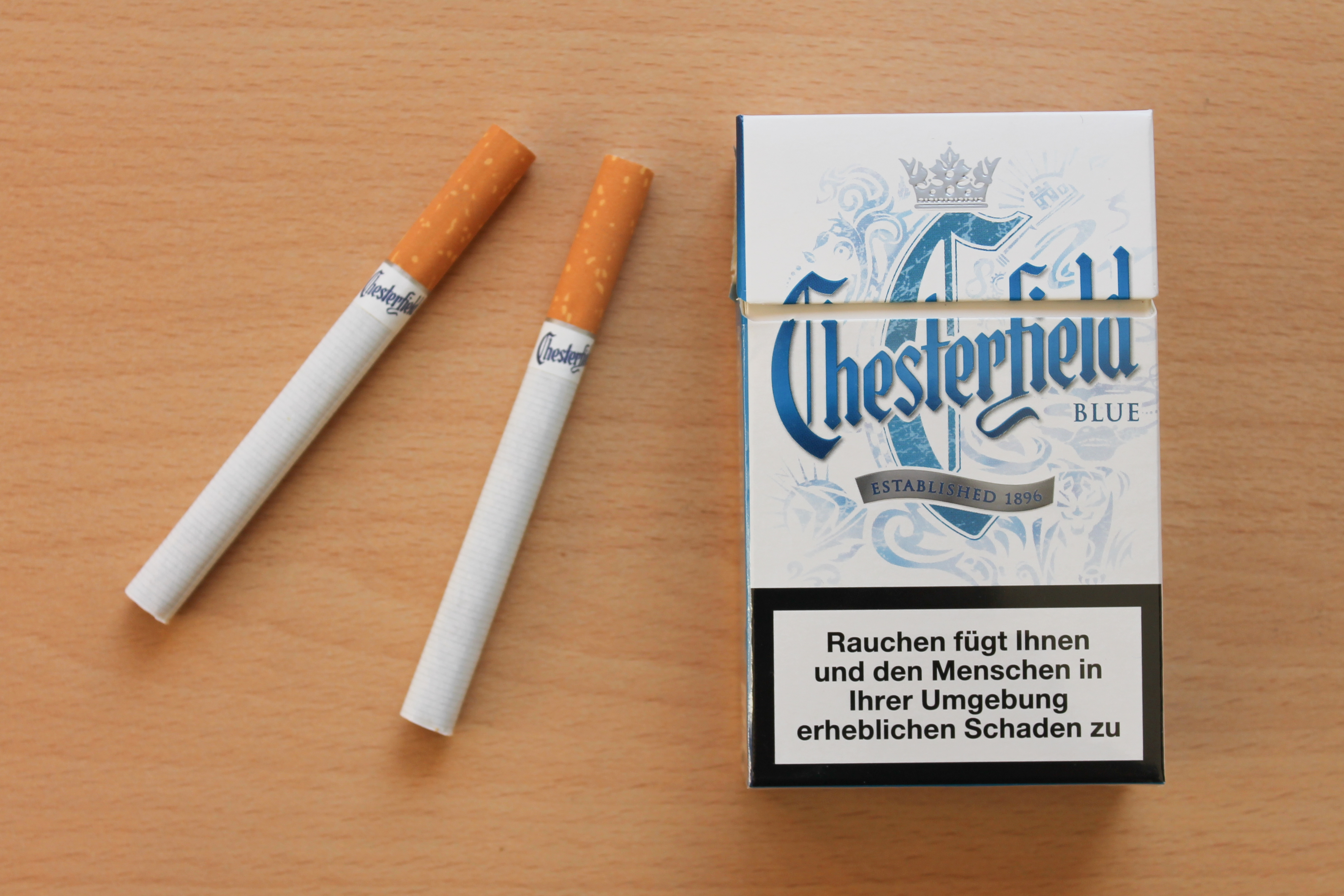
체스터필드

체스터필드(Chesterfield)는 필립 모리스가 생산 · 판매하는 담배 브랜드이다.

## 역사
터키와 버지니아 담배를 혼합한 체스터필드는 1873년 미주리주 세인트루이스의 드럼몬드 타바코 컴퍼니(Drummond Tobacco Company)에서 선보였다. 이 회사는 1898년에 아메리칸 타바코 컴퍼니(American Tobacco Company)에 인수되어 1911년까지 체스터필드를 제조했다. 리겟 & 마이어스(Liggett & Myers)와 생산 시설은 노스캐롤라이나주 더럼으로 이전했다. 이 브랜드는 1999년 필립 모리스(Philip Morris, 현재의 알트리아, Altria)에 인수되었다.
체스터필드는 수분을 보존하기 위해 담배갑에 포장재를 추가한 최초의 담배였다. 1926년 체스터필드의 "Blow some my way" 광고 캠페인은 여성 흡연자를 대상으로 했으며, NBC를 위해 제작된 1948년 광고에서는 브랜드가 "전문 흡연자가 선호한다"고 주장했다. 체스터필드는 1952년에 두 가지 크기(킹 및 레귤러)로 제공되는 최초의 담배였다.
2011년에 필립 모리스는 영국 시장을 위해 세 가지 종류(체스터필드 레드-Chesterfield Red, 체스터필드 블루-Chesterfield Blue 및 체스터필드 멘톨-Chesterfield Menthol)을 만들었다. 2018년 필립 모리스는 미국에서 체스터필드 무필터 담배를 중단했다. 그 직후(2019년 1월) 회사는 Reds(전체 맛), Blues(라이트) 및 Green(멘톨)의 세 가지 필터링된 품종에 대한 제한된 미국 내 테스트를 시작했다.